# Fukuoka

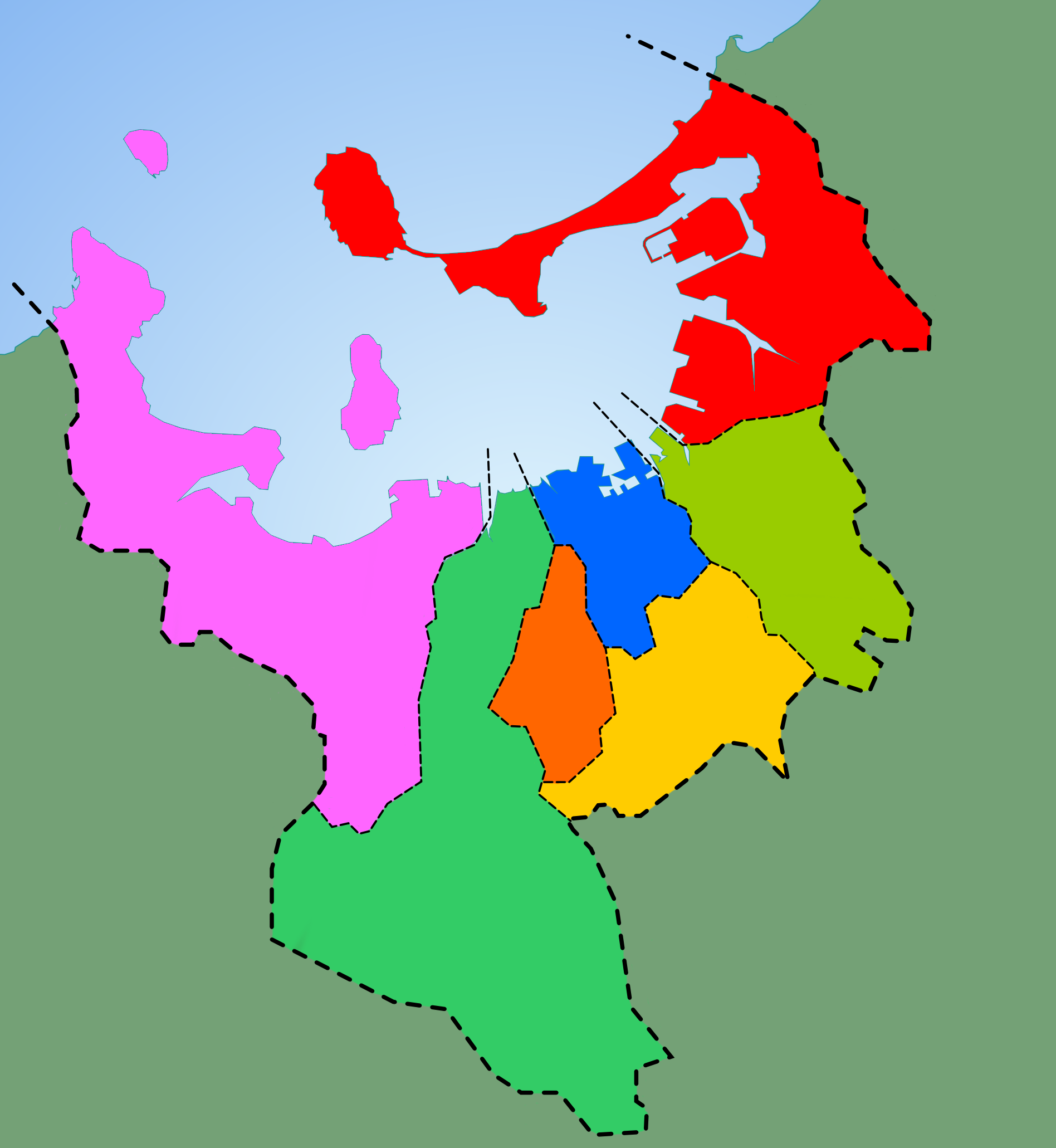
Dzielnice Fukuoki (zgodnie z ruchem wskazówek zegara): Higashi (czerw.), Hakata (jasno ziel.), Chūō (nieb.), Minami (żółty), Jōnan (pomarańczowy), Sawara (ziel.), Nishi (róż.)

Fukuoka (jap. 福岡市 Fukuoka-shi) – największe miasto japońskiej wyspy Kiusiu (Kyūshū), leżące w jej północnej części, nad zatoką Hakata, ośrodek administracyjny prefektury Fukuoka.

## Historia
Fukuoka jest największym miastem Kiusiu i jednym z dziesięciu najbardziej zaludnionych miast Japonii. Ze względu na bliskość kontynentu azjatyckiego (bliżej do Seulu niż Tokio), Fukuoka była przez wiele stuleci ważnym miastem portowym i centralnym punktem wymiany handlowej. 
Rejon ten został wybrany jako miejsce lądowania przez mongolskie siły inwazyjne w latach 1274 i 1281.
W wyniku reformy politycznej, społecznej, gospodarczej i administracyjnej państwa (restauracja Meiji), w 1889 roku zniesiono domeny feudalne i utworzono prefektury (haihan-chiken). Miasto Fukuoka powstało z połączenia miasta portowego Hakata i dawnego miasta zamkowego Fukuoka. Hakata jest obecnie jedną z centralnych dzielnic Fukuoki oraz nazwą portu i głównego dworca kolejowego tego miasta.

## Gospodarka
W mieście rozwinął się przemysł włókienniczy, maszynowy, lotniczy, stoczniowy, elektrotechniczny, hutniczy oraz rzemieślniczy. Swoje siedziby mają tu nie tylko główne firmy japońskie, ale także ponad 400 firm zagranicznych. Wynika to m.in. z korzystnej lokalizacji dla firm rozwijających się na rynku azjatyckim, koncentracji dziedzin przemysłu o wysokiej wartości dodanej, dużej podaży doskonałych zasobów ludzkich, dogodnego transportu.
Miasto jest ważnym, regionalnym centrum handlu, transportu (port morski) i biznesu oraz znanym ośrodkiem nauki, kultury i międzynarodowych spotkań kongresowych. W ostatnich latach nastąpił gwałtowny rozwój funkcji metropolitalnych, głównie dzięki nowoczesnym inwestycjom, jak międzynarodowy port lotniczy (1999), czy centra kongresowo-wystawiennicze: Fukuoka Kokusai Center, Fukuoka City International Center, Fukuoka International Congress Center, Marine Messe Fukuoka.

## Podział miasta
Fukuoka jest podzielona na siedem dzielnic (区 -ku):

- Nishi-ku
- Sawara-ku
- Chūō-ku
- Jōnan-ku
- Minami-ku
- Hakata-ku
- Higashi-ku

## Kultura
ACROS Fukuoka to miejsce, w którym odbywają się różnorodne wydarzenia. W obiekcie znajduje się pełnowymiarowa sala muzyki klasycznej zwana „Fukuoka Symphony Hall”. Gości ona światowej klasy wykonawców i orkiestry. Są tu także wystawy tradycyjnej sztuki i rzemiosła regionu oraz sale konferencyjne.
W mieście jest kilka muzeów prezentujących nie tylko sztukę i historię regionu, ale także wybitne dzieła z Zachodu i Azji. Do najpopularniejszych należą:
- Fukuoka City Museum (Fukuoka-shi Hakubutsukan) – muzeum historii pokazujące rozwój kulturalny regionu, z naciskiem na rolę Fukuoki jako bramy do wymiany handlowej i kulturalnej między Japonią a Półwyspem Koreańskim[7][8];
- Fukuoka Asian Art Museum (Fukuoka Ajia Bijutsukan) – otwarte w 1999 roku, prezentuje kolekcję dzieł artystów z Azji, z okresu od początku XX wieku do współczesności[8][9];
- Fukuoka Art Museum (Fukuoka-shi Bijutsukan) – otwarte w 1979 roku, otoczone zielenią parku Ōhori[a], posiada wyjątkową kolekcję starożytnych posągów buddyjskich oraz obrazów i rzeźb współczesnych artystów, takich jak: Joan Miró (1893–1983) i Salvador Dalí (1904–1989), Tsuguharu Foujita (1886–1969), Marc Chagall (1887–1985), Andy Warhol (1928–1987). Kolekcja, licząca ponad 16 tys. eksponatów, jest bardzo zróżnicowana zarówno pod względem historycznym, jak i geograficznym, obejmując sztukę Japonii, krajów azjatyckich i Zachodu okresu od około 5000 r. p.n.e. do roku 2000[8][10].

W Fukuoce jest wiele uczelni w tym m.in.: Uniwersytet Kiusiu (Kyūshū Daigaku), Fukuoka University (Fukuoka Daigaku), Fukuoka Women's University (Fukuoka Joshi Daigaku), Seinan Gakuin University (Seinan Gakuin Daigaku), Fukuoka Institute of Technology (Fukuoka Kōgyō Daigaku).
Liczne, nowoczesne obiekty sportowe zostały zbudowane na letnią uniwersjadę w 1995 roku. 
Fukuoka pretendowała do organizacji igrzysk olimpijskich w 2016 roku, ale ostatecznie nie zgłosiła swojej kandydatury.

## Galeria

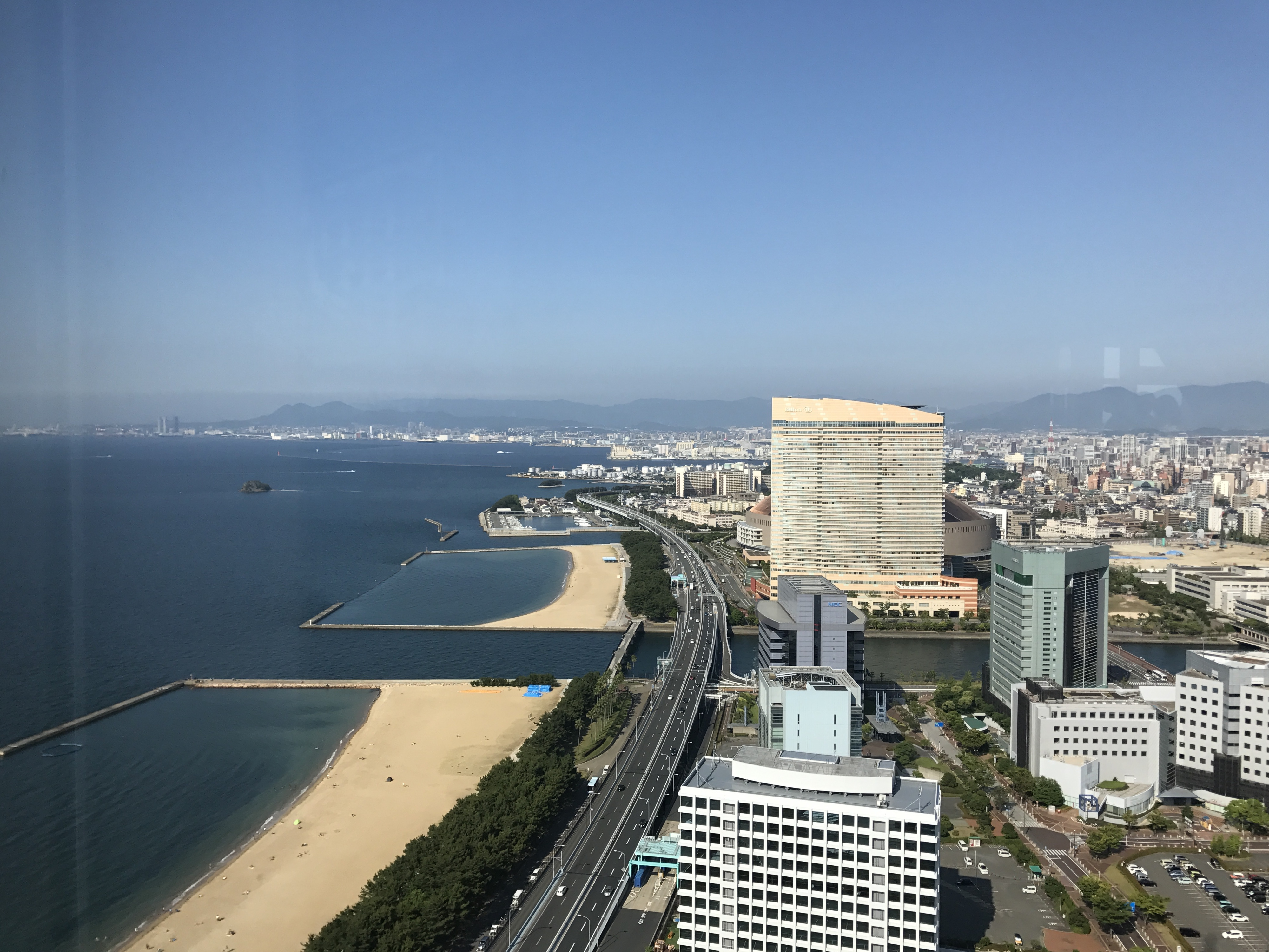
Port Hakata widziany z Fukuoka Tower
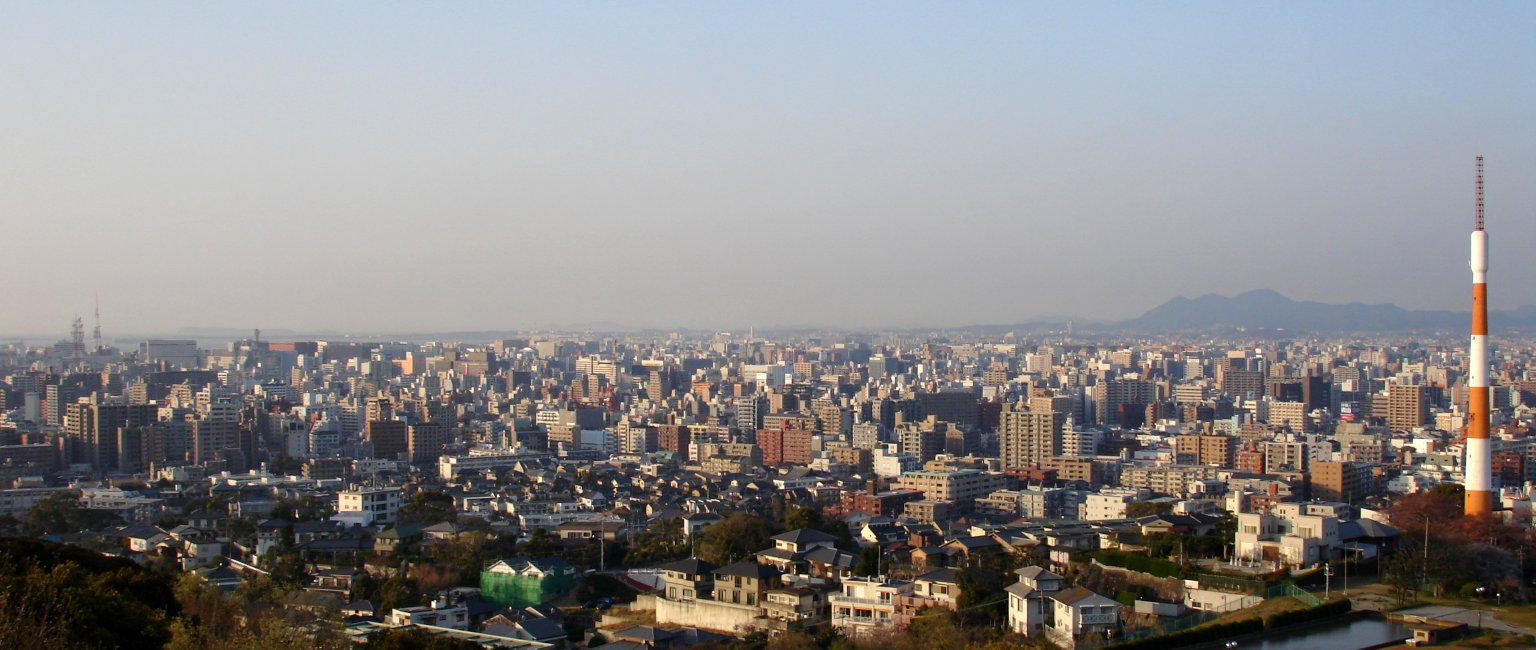
Panorama miasta
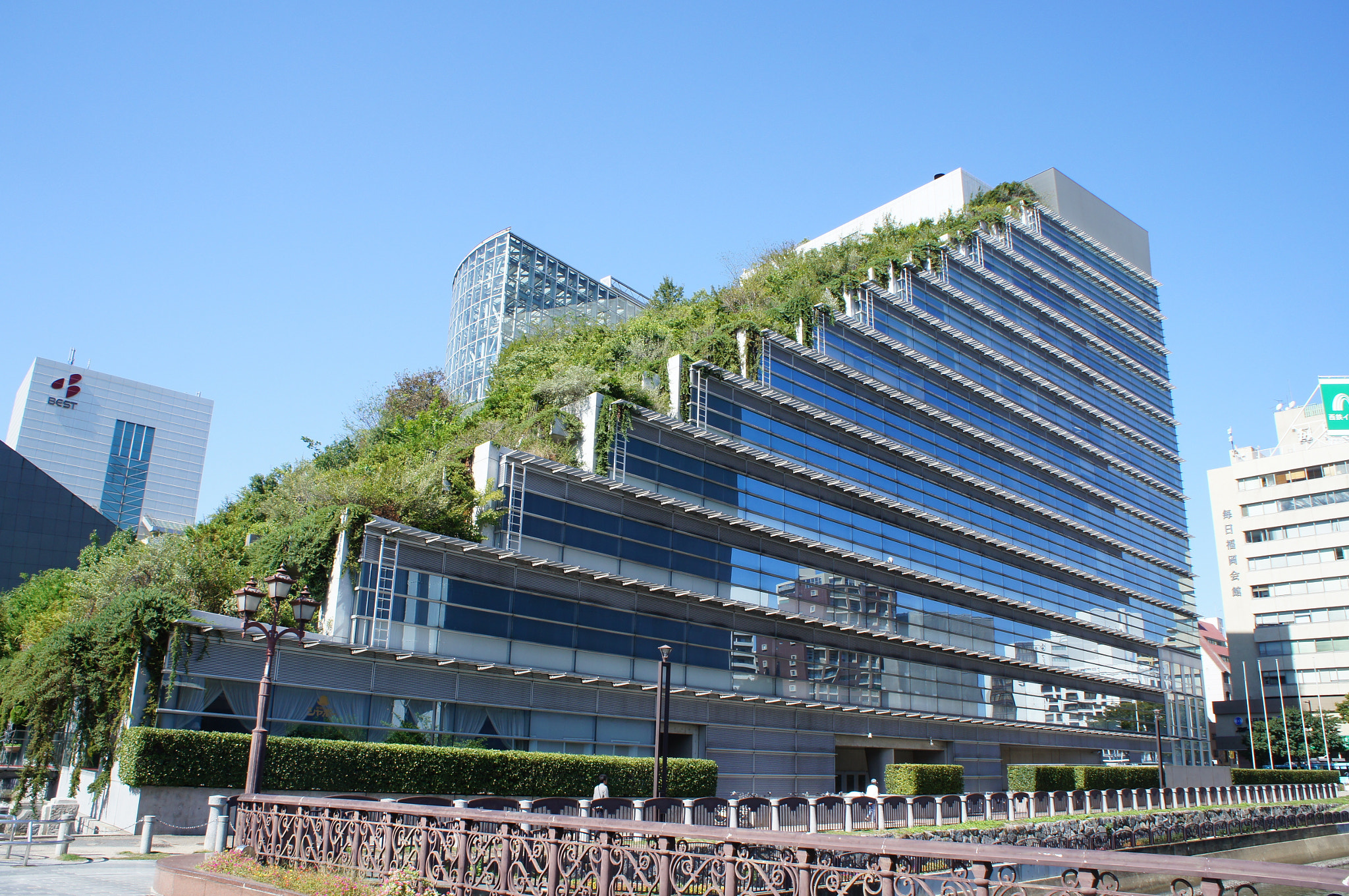
ACROS Fukuoka, „Asian Cross Road Over the Sea - Fukuoka”

## Osoby związane z miastem
- Ayumi Hamasaki (ur. 2 października 1978) – japońska piosenkarka
- Noriko Sakai (ur. 14 lutego 1971) – japońska piosenkarka i aktorka
- Kane Tanaka (ur. 2 stycznia 1903) – japońska superstulatka, w chwili śmierci najstarsza osoba na świecie (zm. 19 kwietnia 2022)[12]